# Giraltovce
Giraltovce (ungarisch Girált) ist eine Stadt in der Ostslowakei mit 3958 Einwohnern (Stand 31. Dezember 2024), die im Okres Svidník, einem Kreis des Prešovský kraj sowie in der traditionellen Landschaft Šariš liegt.

## Geographie
Die Stadt befindet sich in den Niederen Beskiden, noch genauer im Bergland Ondavská vrchovina, im Tal der Topľa. Sie gliedert sich in die eigentliche Stadt sowie den Ort Francovce. Das Ortszentrum liegt auf einer Höhe von 210 m n.m. und ist 27 Kilometer von Prešov sowie 28 Kilometer von Svidník entfernt.
Nachbargemeinden sind Lužany pri Topli und Brezov im Norden, Matovce im Nordosten, Kobylnice im Osten, Mičakovce im Süden, Železník und Kračúnovce im Südwesten und Svidník im Westen.

## Geschichte
Giraltovce wurde 1383 zum ersten Mal schriftlich als Giralth erwähnt. 1787 hatte Giraltovce 74 Häuser und 636 Einwohner, 1828 zählte man 90 Häuser und 686 Einwohner.
Bis 1918 gehörte der im Komitat Sáros (dort Sitz des Stuhlbezirks Girált) liegende Ort zum Königreich Ungarn und kam danach zur Tschechoslowakei beziehungsweise heute Slowakei.

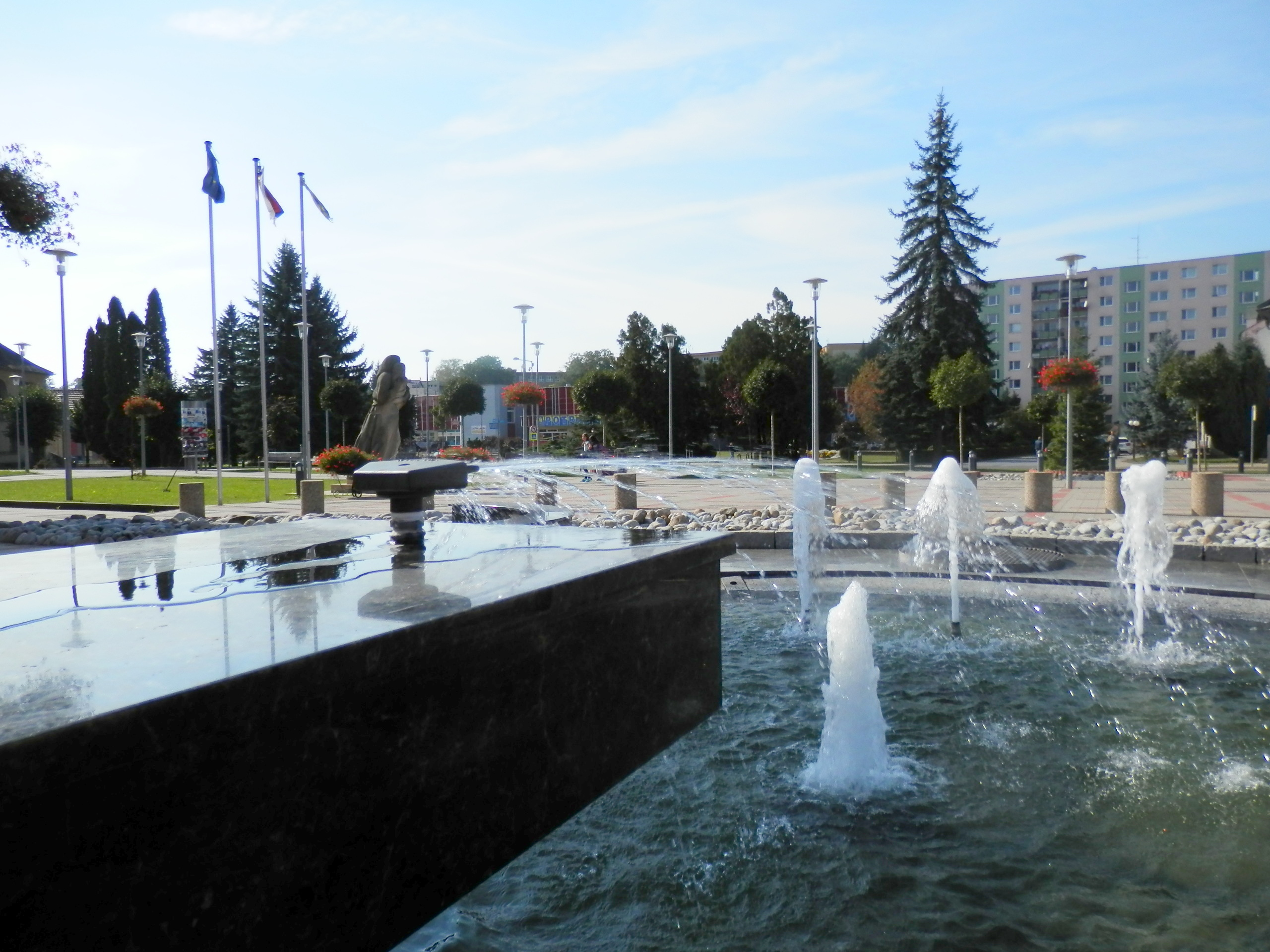

## Bevölkerung
| Jahr:                | 1994. | 2004.   | 2014.   | 2024.   |
| -------------------- | ----- | ------- | ------- | ------- |
| Anzahl der Personen: | 4220  | 4186    | 4148    | 3958    |
| Unterschied:         |       | -0,80 % | -0,90 % | -4,58 % |

| Jahr:                | 2023. | 2024.   |
| -------------------- | ----- | ------- |
| Anzahl der Personen: | 3997  | 3958    |
| Unterschied:         |       | -0,97 % |

Gemäß der Volkszählung 2011 wohnten in Giraltovce 4188 Einwohner, davon 3261 Slowaken, 102 Roma, 22 Russinen, acht Ukrainer, sieben Tschechen sowie jeweils ein Magyare, Pole und Russe. Zwei Einwohner gaben eine andere Ethnie an und 783 Einwohner machten keine Angabe zur Ethnie.
1962 Einwohner bekannten sich zur römisch-katholischen Kirche, 852 Einwohner zur Evangelischen Kirche A. B., 277 Einwohner zur griechisch-katholischen Kirche, 41 Einwohner zur orthodoxen Kirche, 36 Einwohner zu den Zeugen Jehovas, jeweils 12 Einwohner zu den Brethren und zu den christlichen Gemeinden, acht Einwohner zur apostolischen Kirche, jeweils drei Einwohner zu den Baptisten und zur evangelisch-methodistischen Kirche, zwei Einwohner zur jüdischen Gemeinde und ein Einwohner zur reformierten Kirche. 16 Einwohner bekannten sich zu einer anderen Konfession, 88 Einwohner waren konfessionslos und bei 875 Einwohnern wurde die Konfession nicht ermittelt.

## Verkehr
Durch Giraltovce führt die Cesta I. triedy 21 („Straße 1. Ordnung“, E 371) zwischen Lipníky und der polnischen Grenze bei Vyšný Komárnik. Westlich des Ortszentrum zweigt die Cesta II. triedy 556 („Straße 2. Ordnung“) Richtung Hanušovce nad Topľou ab. Bahnanschluss gibt es und gab es keinen, die nächste Bahnhöfe sind Nemcovce und Hanušovce nad Topľou an der Bahnstrecke Strážske–Prešov.

## Städtepartnerschaft
- Ustrzyki Dolne, Polen

## Persönlichkeiten
- Joseph Goldberger (* 1874 in Giraltovce; † 1929 in Washington, D.C.), US-amerikanischer Mediziner